# Haworthia emelyae

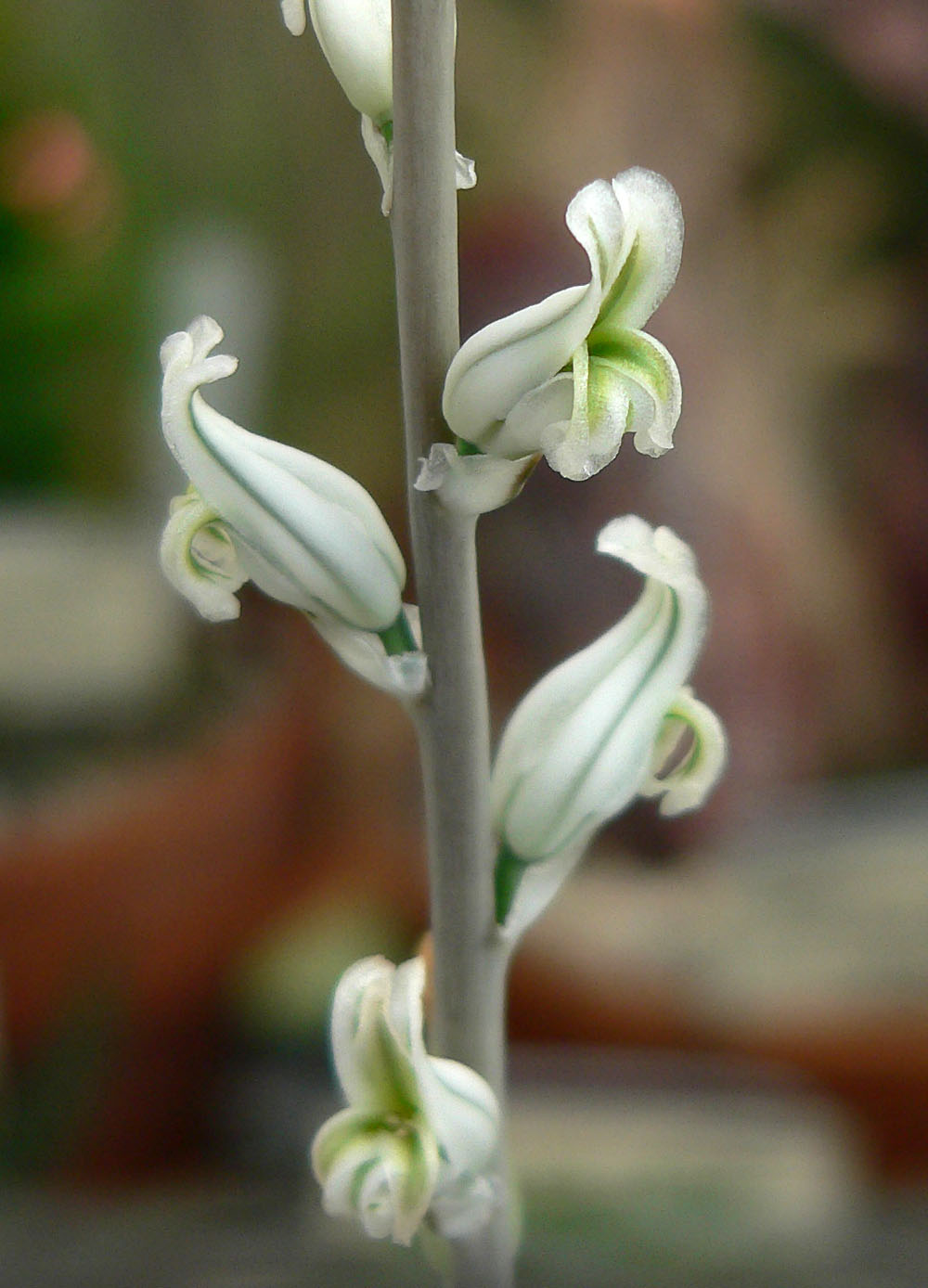
Flors

Haworthia emelyae és una espècie del gènere Haworthia de la subfamília de les asfodelòidies.

## Descripció
Haworthia emelyae poques vegades brolla. Les fulles estan clarament retallades, punxegudes i amb prou feines translúcides formen una roseta amb un diàmetre de fins a 10 cm de diàmetre. El limbe foliar està alineat, és de color verd fosc i està cobert de petites taques allargades i disperses i berrugues aixecades indistintament.
La inflorescència pot arribar a fer fins a 30 cm de llargada i consta de 15 a 20 flors blanques.

## Distribució
Haworthia emelyae és comú a les províncies sud-africanes del Cap Occidental i del Cap Oriental.

## Taxonomia
Haworthia nortieri va ser descrita per Karl von Poellnitz i publicada a Repertorium Specierum Novarum Regni Vegetabilis. 42: 271 (1937).
Etimologia
Haworthia: nom en honor del botànic britànic Adrian Hardy Haworth (1767-1833).
emelyae: epítet en honor de la senyora Emily Pauline Reitz Ferguson (1872-?), col·leccionista de plantes a Sud-àfrica.
Varietats acceptades
- Haworthia emelyae var. emelyae
- Haworthia emelyae var. comptoniana (G.G.Sm.) J.D.Venter & S.A.Hammer
- Haworthia emelyae var. major (G.G.Sm.) M.B.Bayer
- Haworthia emelyae var. multifolia M.B.Bayer[4]